# Ульвич
Ульвич — река в Пермском крае, правый приток реки Яйвы.
Площадь водосборного бассейна — 401 км².

## География
Протекает на севере Александровского района Пермского края. Исток реки находится в Красновишерском районе Длина реки составляет 72 км.
В 15 км от устья справа в Ульвич впадает Голубок.

## Название
Ульвич — на коми-пермяцком языке «оль» — «сырое место, лес на болоте», а на манси «уль» — «сырая». «Вич», «вичка» — «ветка»; «Ульвич» — «сырая ветка». Возможно, «видз» — «луг», тогда «Ульвич» — «сырой луг».

## Данные водного реестра
По данным государственного водного реестра России относится к Камскому бассейновому округу, водохозяйственный участок реки — Кама от города Березники до Камского гидроузла, без реки Косьва (от истока до Широковского гидроузла), Чусовая и Сылва, речной подбассейн реки — бассейны притоков Камы до впадения Белой. Речной бассейн реки — Кама.
По данным геоинформационной системы водохозяйственного районирования территории РФ, подготовленной Федеральным агентством водных ресурсов:
- Код водного объекта в государственном водном реестре — 10010100912111100007147
- Код по гидрологической изученности (ГИ) — 111100714
- Код бассейна — 10.01.01.009
- Номер тома по ГИ — 11
- Выпуск по ГИ — 1